# Лауреати Державної премії України в галузі науки і техніки (1984)
Державна премія України в галузі науки і техніки — лауреати 1984 року.
На підставі подання Комітету з Державних премій України в галузі науки і техніки Центральний Комітет Компартії України і Рада Міністрів Української РСР видали Постанову № 464 від 11 грудня 1984 р. «Про присудження Державних премій України в галузі науки і техніки 1984 року»

## Лауреати Державної премії України в галузі науки і техніки 1984 року
| Премійована робота | Лауреати                                 | Коротко про лауреата |
| --- | ---------------------------------------- | --- |
| Створення та впровадження у серійне виробництво сімейства пересувних авіаційних електроагрегатів АПА-4, АПА-4Г, АПА-5, АПА-5Д для запуску і передпольотного обслуговування літальних апаратів                               | Гельман Віктор Мойсейович                | інженер-технолог Київського заводу «Будшляхмаш» імені 50-річчя Радянської України |
| Створення та впровадження у серійне виробництво сімейства пересувних авіаційних електроагрегатів АПА-4, АПА-4Г, АПА-5, АПА-5Д для запуску і передпольотного обслуговування літальних апаратів                               | Степаненко Володимир Павлович            | кандидат технічних наук, доцент Київського інституту інженерів цивільної авіації імені 60-річчя СРСР |
| Створення та впровадження у серійне виробництво сімейства пересувних авіаційних електроагрегатів АПА-4, АПА-4Г, АПА-5, АПА-5Д для запуску і передпольотного обслуговування літальних апаратів                               | Юдін Кирил Михайлович                    | кандидат технічних наук, доцент Київського політехнічного інституту імені 50-річчя Великої Жовтневої соціалістичної революції |
| Створення та впровадження у серійне виробництво сімейства пересувних авіаційних електроагрегатів АПА-4, АПА-4Г, АПА-5, АПА-5Д для запуску і передпольотного обслуговування літальних апаратів                               | Дроб'язко Северин Федорович              | кандидат технічних наук, доцент Київського політехнічного інституту імені 50-річчя Великої Жовтневої соціалістичної революції |
| Створення та впровадження у серійне виробництво сімейства пересувних авіаційних електроагрегатів АПА-4, АПА-4Г, АПА-5, АПА-5Д для запуску і передпольотного обслуговування літальних апаратів                               | Попович Микола Гаврилович                | доктор технічних наук, завідувач кафедри Київського політехнічного інституту імені 50-річчя Великої Жовтневої соціалістичної революції |
| Створення та впровадження у серійне виробництво сімейства пересувних авіаційних електроагрегатів АПА-4, АПА-4Г, АПА-5, АПА-5Д для запуску і передпольотного обслуговування літальних апаратів                               | Радченко Леонід Олександрович            | кандидат технічних наук професор-консультант Київського політехнічного інституту імені 50-річчя Великої Жовтневої соціалістичної революції |
| Створення та впровадження у серійне виробництво сімейства пересувних авіаційних електроагрегатів АПА-4, АПА-4Г, АПА-5, АПА-5Д для запуску і передпольотного обслуговування літальних апаратів                               | Дубовецький Олександр Якович             | контролер відділу технічного контролю Київського заводу «Будшляхмаш» імені 50-річчя Радянської України |
| Створення та впровадження у серійне виробництво сімейства пересувних авіаційних електроагрегатів АПА-4, АПА-4Г, АПА-5, АПА-5Д для запуску і передпольотного обслуговування літальних апаратів                               | Баглаєвський Петро Якович                | бригадир токарів Київського заводу «Будшляхмаш» імені 50-річчя Радянської України |
| Створення та впровадження у серійне виробництво сімейства пересувних авіаційних електроагрегатів АПА-4, АПА-4Г, АПА-5, АПА-5Д для запуску і передпольотного обслуговування літальних апаратів                               | Водоп'янов Анатолій Михайлович           | бригадир слюсарів-електромонтажників Київського заводу «Будшляхмаш» імені 50-річчя Радянської України |
| Створення та впровадження у серійне виробництво сімейства пересувних авіаційних електроагрегатів АПА-4, АПА-4Г, АПА-5, АПА-5Д для запуску і передпольотного обслуговування літальних апаратів                               | Гермаш Іван Степанович                   | електрозварник Київського заводу «Будшляхмаш» імені 50-річчя Радянської України |
| Розробка і впровадження нової технології виробництва рідкого замінника незбираного молока та широке використання цього продукту для потреб тваринництва у Дніпропетровській області                                         | Романюк Дмитро Андрійович                | колишній начальник Управління сільського господарства Дніпропетровського облвиконкому |
| Розробка і впровадження нової технології виробництва рідкого замінника незбираного молока та широке використання цього продукту для потреб тваринництва у Дніпропетровській області                                         | Александрова Людмила Михайлівна          | головний зоотехнік Управління сільського господарства Дніпропетровського облвиконкому |
| Розробка і впровадження нової технології виробництва рідкого замінника незбираного молока та широке використання цього продукту для потреб тваринництва у Дніпропетровській області                                         | Григоренко Григорій Васильович           | головний інженер Дніпропетровського виробничого об'єднання молочної промисловості |
| Розробка і впровадження нової технології виробництва рідкого замінника незбираного молока та широке використання цього продукту для потреб тваринництва у Дніпропетровській області                                         | Новак Михайло Антонович                  | генеральний директор Дніпропетровського виробничого об'єднання молочної промисловості |
| Розробка і впровадження нової технології виробництва рідкого замінника незбираного молока та широке використання цього продукту для потреб тваринництва у Дніпропетровській області                                         | Портнова Марія Семенівна                 | кандидат сільськогосподарських наук, старший викладач Київського технологічного інституту харчової промисловості |
| Розробка і впровадження нової технології виробництва рідкого замінника незбираного молока та широке використання цього продукту для потреб тваринництва у Дніпропетровській області                                         | Камалян Маргарита Грантівна              | кандидат біологічних наук, старший науковий співробітник Українського науково-дослідного інституту м'ясної та молочної промисловості |
| Розробка і впровадження нової технології виробництва рідкого замінника незбираного молока та широке використання цього продукту для потреб тваринництва у Дніпропетровській області                                         | Паперник Юрій Григорович                 | старший інженер Дослідного конструкторсько-технологічного бюро з експериментальним виробництвом теплофізичного приладобудування Інституту технічної теплофізики Академії наук УРСР                                                                          |
| Розробка і впровадження нової технології виробництва рідкого замінника незбираного молока та широке використання цього продукту для потреб тваринництва у Дніпропетровській області                                         | Ніколаєв Юрій Дмитрович                  | завідувач відділу Дослідного конструкторсько-технологічного бюро з експериментальним виробництвом теплофізичного приладобудування Інституту технічної теплофізики Академії наук УРСР                                                                        |
| Розробка і впровадження нової технології виробництва рідкого замінника незбираного молока та широке використання цього продукту для потреб тваринництва у Дніпропетровській області                                         | Шурчкова Юлія Олександрівна              | кандидат технічних наук, старший науковий співробітник Інституту технічної теплофізики Академії наук УРСР |
| Розробка і впровадження нової технології виробництва рідкого замінника незбираного молока та широке використання цього продукту для потреб тваринництва у Дніпропетровській області                                         | Долінський Анатолій Андрійович           | член-кореспондент Академії наук УРСР, директор Інституту технічної теплофізики Академії наук УРСР |
| Розробка та впровадження комплексу по захисту повітряного басейну від викидів рудовідновних печей Нікопольського заводу феросплавів з використанням вторинних енергоресурсів і уловлених продуктів плавки                   | Касьянов Юрій Сергійович                 | головний державний санітарний лікар Нікопольської санітарно-епідеміологічної станції |
| Розробка та впровадження комплексу по захисту повітряного басейну від викидів рудовідновних печей Нікопольського заводу феросплавів з використанням вторинних енергоресурсів і уловлених продуктів плавки                   | Семенов Володимир Афанасійович           | слюсар Нікопольського заводу феросплавів |
| Розробка та впровадження комплексу по захисту повітряного басейну від викидів рудовідновних печей Нікопольського заводу феросплавів з використанням вторинних енергоресурсів і уловлених продуктів плавки                   | Сікачов Віктор Васильович                | головний інженер будівельно-монтажного тресту «Нікопольбуд» |
| Розробка та впровадження комплексу по захисту повітряного басейну від викидів рудовідновних печей Нікопольського заводу феросплавів з використанням вторинних енергоресурсів і уловлених продуктів плавки                   | Жилін Олександр Федорович                | старший майстер Нікопольського заводу феросплавів |
| Розробка та впровадження комплексу по захисту повітряного басейну від викидів рудовідновних печей Нікопольського заводу феросплавів з використанням вторинних енергоресурсів і уловлених продуктів плавки                   | Зубанов Віталій Тимофійович              | директор Нікопольського заводу феросплавів |
| Розробка та впровадження комплексу по захисту повітряного басейну від викидів рудовідновних печей Нікопольського заводу феросплавів з використанням вторинних енергоресурсів і уловлених продуктів плавки                   | Болбат Микола Іванович                   | заступник головного енергетика Нікопольського заводу феросплавів |
| Розробка та впровадження комплексу по захисту повітряного басейну від викидів рудовідновних печей Нікопольського заводу феросплавів з використанням вторинних енергоресурсів і уловлених продуктів плавки                   | Чатченко Олександр Якович                | керівник групи Державного науково-дослідного і проектного інституту металургійної промисловості |
| Розробка та впровадження комплексу по захисту повітряного басейну від викидів рудовідновних печей Нікопольського заводу феросплавів з використанням вторинних енергоресурсів і уловлених продуктів плавки                   | Моцар Микола Васильович                  | головний технолог відділу Державного науково-дослідного і проектного інституту металургійної промисловості |
| Розробка та впровадження комплексу по захисту повітряного басейну від викидів рудовідновних печей Нікопольського заводу феросплавів з використанням вторинних енергоресурсів і уловлених продуктів плавки                   | Міщенко Петро Олексійович                | начальник відділу Державного науково-дослідного і проектного інституту металургійної промисловості |
| Розробка та впровадження комплексу по захисту повітряного басейну від викидів рудовідновних печей Нікопольського заводу феросплавів з використанням вторинних енергоресурсів і уловлених продуктів плавки                   | Полєщук Петро Миколайович                | головний інженер проекту Державного науково-дослідного і проектного інституту металургійної промисловості |
| Розробка теоретичних основ, створення, освоєння серійного випуску і промислове впровадження автоматизованих комплексів імовірносного діагностування засобів автоматики та інформаційно-вимірювальної техніки                | Шибеко Валентин Андрійович               | директор Могилівського заводу «Техноприлад» |
| Розробка теоретичних основ, створення, освоєння серійного випуску і промислове впровадження автоматизованих комплексів імовірносного діагностування засобів автоматики та інформаційно-вимірювальної техніки                | Шишлаков Микола Олександрович            | начальник цеху Київського виробничого об'єднання «Електронмаш» |
| Розробка теоретичних основ, створення, освоєння серійного випуску і промислове впровадження автоматизованих комплексів імовірносного діагностування засобів автоматики та інформаційно-вимірювальної техніки                | Берштейн Михайло Семенович               | кандидат технічних наук, старший науковий співробітник Київського виробничого об'єднання «Електронмаш» |
| Розробка теоретичних основ, створення, освоєння серійного випуску і промислове впровадження автоматизованих комплексів імовірносного діагностування засобів автоматики та інформаційно-вимірювальної техніки                | Руккас Олег Дмитрович                    | кандидат технічних наук, завідувач лабораторії Київського виробничого об'єднання «Електронмаш» |
| Розробка теоретичних основ, створення, освоєння серійного випуску і промислове впровадження автоматизованих комплексів імовірносного діагностування засобів автоматики та інформаційно-вимірювальної техніки                | Сидоренко Василь Петрович                | кандидат технічних наук, завідувач відділу Київського виробничого об'єднання «Електронмаш» |
| Розробка теоретичних основ, створення, освоєння серійного випуску і промислове впровадження автоматизованих комплексів імовірносного діагностування засобів автоматики та інформаційно-вимірювальної техніки                | Карачун Леонід Федорович                 | кандидат технічних наук, старший науковий співробітник Київського політехнічного інституту імені 50-річчя Великої жовтневої соціалістичної революції |
| Розробка теоретичних основ, створення, освоєння серійного випуску і промислове впровадження автоматизованих комплексів імовірносного діагностування засобів автоматики та інформаційно-вимірювальної техніки                | Романкевич Олексій Михайлович            | доктор технічних наук, професор Київського політехнічного інституту імені 50-річчя Великої жовтневої соціалістичної революції |
| Розробка теоретичних основ, створення, освоєння серійного випуску і промислове впровадження автоматизованих комплексів імовірносного діагностування засобів автоматики та інформаційно-вимірювальної техніки                | Вишняков Олександр Платонович            | провідний інженер Спеціального проектно-конструкторського і технологічного бюро реле і автоматики |
| Розробка теоретичних основ, створення, освоєння серійного випуску і промислове впровадження автоматизованих комплексів імовірносного діагностування засобів автоматики та інформаційно-вимірювальної техніки                | Руднєв Олег Львович                      | головний інженер Спеціального проектно-конструкторського і технологічного бюро реле і автоматики |
| Розробка теоретичних основ, створення, освоєння серійного випуску і промислове впровадження автоматизованих комплексів імовірносного діагностування засобів автоматики та інформаційно-вимірювальної техніки                | Власенко Леонід Гнатович                 | кандидат технічних наук, головний інженер Київського виробничого об'єднання реле і автоматики |
| Розробка та впровадження у промисловість абразивного інструменту і обладнання для обробки різанням деревини, деревних та інших матеріалів                                                                                   | Бідник Степан Пилипович                  | головний інженер лісокомбінату «Осмолода» Прикарпатського виробничого лісозаготівельного об'єднання імені 60-річчя Радянської України |
| Розробка та впровадження у промисловість абразивного інструменту і обладнання для обробки різанням деревини, деревних та інших матеріалів                                                                                   | Негрич Михайло Дмитрович                 | головний інженер Брошнівського лісокомбінату Прикарпатського виробничого лісозаготівельного об'єднання імені 60-річчя Радянської України |
| Розробка та впровадження у промисловість абразивного інструменту і обладнання для обробки різанням деревини, деревних та інших матеріалів                                                                                   | Манюх Ярослав Миколайович                | директор Коломийського деревообробного заводу імені XXV з'їзду КПРС |
| Розробка та впровадження у промисловість абразивного інструменту і обладнання для обробки різанням деревини, деревних та інших матеріалів                                                                                   | Якубовський Альфред Вацлавович           | кандидат технічних наук, Львівського лісотехнічного інституту |
| Розробка та впровадження у промисловість абразивного інструменту і обладнання для обробки різанням деревини, деревних та інших матеріалів                                                                                   | Густі Омелян Яношович                    | кандидат технічних наук, завідувач лабораторії Львівського лісотехнічного інституту |
| Розробка та впровадження у промисловість абразивного інструменту і обладнання для обробки різанням деревини, деревних та інших матеріалів                                                                                   | Яцюк Арсеній Іванович                    | доктор технічних наук, завідувач кафедри Львівського лісотехнічного інституту |
| Розробка та впровадження у промисловість абразивного інструменту і обладнання для обробки різанням деревини, деревних та інших матеріалів                                                                                   | Білан Василь Миколайович                 | оператор шліфувальної лінії цеху ДСП Брошневського Л. К. |
| Розробка та широке промислове впровадження принципово нової технології виробництва прогресивних порожнистих заготовок для виробів машинобудування                                                                           | Хлєбніков Борис Андрійович               | головний металург Київського верстатобудівного виробничого об'єднання |
| Розробка та широке промислове впровадження принципово нової технології виробництва прогресивних порожнистих заготовок для виробів машинобудування                                                                           | Алікін Олександр Петрович                | завідувач відділу Пензенського філіалу Центрального конструкторського бюро арматуробудування |
| Розробка та широке промислове впровадження принципово нової технології виробництва прогресивних порожнистих заготовок для виробів машинобудування                                                                           | Коваль Анатолій Омелянович               | кандидат технічних наук, старший науковий саівробітник Українського науково-дослідного інституту спеціальних сталей, сплавів і феросплавів |
| Розробка та широке промислове впровадження принципово нової технології виробництва прогресивних порожнистих заготовок для виробів машинобудування                                                                           | Бондаренко Леонід Іванович               | кандидат технічних наук, заступник головного інженера Київського виробничого об'єднання полімерного машинобудування «Більшовик» |
| Розробка та широке промислове впровадження принципово нової технології виробництва прогресивних порожнистих заготовок для виробів машинобудування                                                                           | Нагаєвський Ігор Дмитрович               | кандидат економічних наук, генеральний директор виробничого об'єднання «Ждановважмаш» |
| Розробка та широке промислове впровадження принципово нової технології виробництва прогресивних порожнистих заготовок для виробів машинобудування                                                                           | Дубінський Рудольф Соломонович           | провідний інженер Інституту електрозварювання імені Є. О. Патона Академії наук УРСР |
| Розробка та широке промислове впровадження принципово нової технології виробництва прогресивних порожнистих заготовок для виробів машинобудування                                                                           | Тімашов Григорій Альбертович             | завідувач групою Інституту електрозварювання імені Є. О. Патона Академії наук УРСР |
| Розробка та широке промислове впровадження принципово нової технології виробництва прогресивних порожнистих заготовок для виробів машинобудування                                                                           | Федоровський Борис Борисович             | завідувач сектору Інституту електрозварювання імені Є. О. Патона Академії наук УРСР |
| Розробка та широке промислове впровадження принципово нової технології виробництва прогресивних порожнистих заготовок для виробів машинобудування                                                                           | Бондаренко Олег Петрович                 | кандидат технічних наук, старший науковий співробітник Інституту електрозварювання імені Є. О. Патона Академії наук УРСР |
| Розробка та широке промислове впровадження принципово нової технології виробництва прогресивних порожнистих заготовок для виробів машинобудування                                                                           | Артамонов Віктор Леонідович              | кандидат технічних наук, старший науковий співробітник Інституту електрозварювання імені Є. О. Патона Академії наук УРСР |
| Цикл робіт «Історичні зв'язки і дружба російського, українського, білоруського та молдавського народів у братньому союзі народів СРСР»                                                                                      | Зеніна Алла Миколаївна                   | кандидат історичних наук, старший науковий співробітник Інституту історії Академії наук УРСР |
| Цикл робіт «Історичні зв'язки і дружба російського, українського, білоруського та молдавського народів у братньому союзі народів СРСР»                                                                                      | Брега Галина Степанівна                  | кандидат історичних наук, старший науковий співробітник Інституту історії Академії наук УРСР |
| Цикл робіт «Історичні зв'язки і дружба російського, українського, білоруського та молдавського народів у братньому союзі народів СРСР»                                                                                      | Симоненко Рем Георгійович                | доктор історичних наук, завідувач відділу Інституту історії Академії наук УРСР |
| Цикл робіт «Історичні зв'язки і дружба російського, українського, білоруського та молдавського народів у братньому союзі народів СРСР»                                                                                      | Шевченко Федір Павлович                  | член-кореспондент Академії наук УРСР, завідувач сектору Інституту історії Академії наук УРСР |
| Цикл робіт «Історичні зв'язки і дружба російського, українського, білоруського та молдавського народів у братньому союзі народів СРСР»                                                                                      | Царанов Володимир Іванович               | член-кореспондент Академії наук Молдавської РСР, директор Інституту історії Академії наук Молдавської РСР |
| Цикл робіт «Історичні зв'язки і дружба російського, українського, білоруського та молдавського народів у братньому союзі народів СРСР»                                                                                      | Петриков Петро Тихонович                 | член-кореспондент Академії наук Білоруської РСР, директор Інституту історії Академії наук Білоруської РСР |
| Цикл робіт «Історичні зв'язки і дружба російського, українського, білоруського та молдавського народів у братньому союзі народів СРСР»                                                                                      | Шерстобитов Віктор Павлович              | доктор історичних наук, завідувач сектору Інституту історії СРСР Академії наук СРСР |
| Цикл робіт «Історичні зв'язки і дружба російського, українського, білоруського та молдавського народів у братньому союзі народів СРСР»                                                                                      | Панібудьласка Володимир Федорович        | доктор історичних наук, завідувач кафедри Київського інженерно-будівельного інституту |
| Цикл робіт «Історичні зв'язки і дружба російського, українського, білоруського та молдавського народів у братньому союзі народів СРСР»                                                                                      | Комаренко Наїна Василівна                | кандидат історичних наук, старший науковий співробітник Інституту історії Академії наук УРСР |
| Цикл робіт «Теорія, методика та результати вивчення літосфери України і прилеглих територій по комплексу даних сейсмометрії, гравіметрії та геотермії»                                                                      | Гордієнко Вадим Вячеславович             | доктор геолого-мінералогічних наук, старший науковий співробітник Інституту геофізики імені С. І. Субботіна Академії наук УРСР |
| Цикл робіт «Теорія, методика та результати вивчення літосфери України і прилеглих територій по комплексу даних сейсмометрії, гравіметрії та геотермії»                                                                      | Лоссовський Євгеній Казимирович          | доктор геолого-мінералогічних наук, завідувач лабораторії Інституту геофізики імені С. І. Субботіна Академії наук УРСР |
| Цикл робіт «Теорія, методика та результати вивчення літосфери України і прилеглих територій по комплексу даних сейсмометрії, гравіметрії та геотермії»                                                                      | Красовський Сергій Сергійович            | доктор геолого-мінералогічних наук, завідувач лабораторії Інституту геофізики імені С. І. Субботіна Академії наук УРСР |
| Цикл робіт «Теорія, методика та результати вивчення літосфери України і прилеглих територій по комплексу даних сейсмометрії, гравіметрії та геотермії»                                                                      | Лебедєв Тарас Сергійович                 | кандидат геолого-мінералогічних наук, завідувач відділу Інституту геофізики імені С. І. Субботіна Академії наук УРСР |
| Цикл робіт «Теорія, методика та результати вивчення літосфери України і прилеглих територій по комплексу даних сейсмометрії, гравіметрії та геотермії»                                                                      | Булах Євген Георгійович                  | доктор фізико-математичних наук, завідувач відділу Інституту геофізики імені С. І. Субботіна Академії наук УРСР |
| Цикл робіт «Теорія, методика та результати вивчення літосфери України і прилеглих територій по комплексу даних сейсмометрії, гравіметрії та геотермії»                                                                      | Соллогуб Всеволод Борисович              | член-кореспондент Академії наук УРСР, завідувач відділу Інституту геофізики імені С. І. Субботіна Академії наук УРСР |
| Цикл робіт «Теорія, методика та результати вивчення літосфери України і прилеглих територій по комплексу даних сейсмометрії, гравіметрії та геотермії»                                                                      | Старостенко Віталій Іванович             | доктор фізико-математичних наук, заступник директора Інституту геофізики імені С. І. Субботіна Академії наук УРСР |
| Цикл робіт «Теорія, методика та результати вивчення літосфери України і прилеглих територій по комплексу даних сейсмометрії, гравіметрії та геотермії»                                                                      | Чекунов Анатолій Васильович              | академік Академії наук УРСР, директор Інституту геофізики імені С. І. Субботіна Академії наук УРСР |
| Цикл робіт «Теорія, методика та результати вивчення літосфери України і прилеглих територій по комплексу даних сейсмометрії, гравіметрії та геотермії»                                                                      | Субботін Серафим Іванович (посмертно)    | академік Академії наук УРСР |
| Цикл робіт «Теорія, методика та результати вивчення літосфери України і прилеглих територій по комплексу даних сейсмометрії, гравіметрії та геотермії»                                                                      | Кутас Роман Іванович                     | завідувач лабораторії Інституту геофізики ім. С. І. Субботіна Академії наук |
| Цикл робіт «Фізична природа термопружної рівноваги фаз, надпружності і пам'яті форми при мартенситних перетвореннях» | Коломицев Віктор Ілліч                   | кандидат фізико-математичних наук, молодший науковий співробітник Інституту металофізики Академії наук УРСР |
| Цикл робіт «Фізична природа термопружної рівноваги фаз, надпружності і пам'яті форми при мартенситних перетвореннях» | Тітов Павло Варфоломійович               | кандидат технічних наук, старший науковий співробітник Інституту металофізики Академії наук УРСР |
| Цикл робіт «Фізична природа термопружної рівноваги фаз, надпружності і пам'яті форми при мартенситних перетвореннях» | Коваль Юрій Миколайович                  | кандидат фізико-математичних наук, старший науковий співробітник Інституту металофізики Академії наук УРСР |
| Цикл робіт «Фізична природа термопружної рівноваги фаз, надпружності і пам'яті форми при мартенситних перетвореннях» | Устинов Анатолій Іванович                | кандидат фізико-математичних наук, старший науковий співробітник Інституту металофізики Академії наук УРСР |
| Цикл робіт «Фізична природа термопружної рівноваги фаз, надпружності і пам'яті форми при мартенситних перетвореннях» | Мартинов Валерій Васильович              | кандидат фізико-математичних наук, старший науковий співробітник Інституту металофізики Академії наук УРСР |
| Цикл робіт «Фізична природа термопружної рівноваги фаз, надпружності і пам'яті форми при мартенситних перетвореннях» | Арбузова Ірина Антонівна                 | кандидат фізико-математичних наук, старший науковий співробітник Інституту металофізики Академії наук УРСР |
| Цикл робіт «Фізична природа термопружної рівноваги фаз, надпружності і пам'яті форми при мартенситних перетвореннях» | Лободюк Валентин Андрійович              | доктор технічних наук, старший науковий співробітник Інституту металофізики Академії наук УРСР |
| Цикл робіт «Фізична природа термопружної рівноваги фаз, надпружності і пам'яті форми при мартенситних перетвореннях» | Чуїстов Костянтин Володимирович          | доктор фізико-математичних наук, завідувач відділу Інституту металофізики Академії наук УРСР |
| Цикл робіт «Фізична природа термопружної рівноваги фаз, надпружності і пам'яті форми при мартенситних перетвореннях» | Хандрос Лев Григорович                   | доктор фізико-математичних наук, завідувач відділу Інституту металофізики Академії наук УРСР |
| Цикл робіт «Фізична природа термопружної рівноваги фаз, надпружності і пам'яті форми при мартенситних перетвореннях» | Курдюмов Георгій В'ячеславович           | академік, консультант Центрального науково-дослідного інституту чорної металургії імені І. П. Бардіна |
| Розробка та впровадження на будівництві магістральних трубопроводів системи оптимального проектування організації робіт | Уніговський Леонід Михайлович            | кандидат технічних наук, старший науковий співробітник Київського філіалу Всесоюзного науково-дослідного інституту по будівництву магістральних трубопроводів                                                                                               |
| Розробка та впровадження на будівництві магістральних трубопроводів системи оптимального проектування організації робіт | Топчій Володимир Михайлович              | завідувач відділу Київського філіалу Всесоюзного науково-дослідного інституту по будівництву магістральних трубопроводів |
| Розробка та впровадження на будівництві магістральних трубопроводів системи оптимального проектування організації робіт | Косарєва Лідія Василівна                 | завідувачка лабораторії Всесоюзного науково-дослідного інституту по будівництву магістральних трубопроводів |
| Розробка та впровадження на будівництві магістральних трубопроводів системи оптимального проектування організації робіт | Козирь Анатолій Пилипович                | кандидат технічних наук, директор Київського інформаційного обчислювального центру Головного управління по будівництву підприємств нафтової і газової промисловості в Українській РСР Міністерства будівництва підприємств нафтової і газової промисловості |
| Розробка та впровадження на будівництві магістральних трубопроводів системи оптимального проектування організації робіт | Пляцек Борис Прокопович                  | начальник технічного управління Головного управління по будівництву підприємств нафтової і газової промисловості в Українській РСР Міністерства будівництва підприємств нафтової і газової промисловості                                                    |
| Розробка та впровадження на будівництві магістральних трубопроводів системи оптимального проектування організації робіт | Копишевський Володимир Володимирович     | заступник начальника Головного управління по будівництву підприємств нафтової і газової промисловості в Українській РСР Міністерства будівництва підприємств нафтової і газової промисловості                                                               |
| Розробка та впровадження на будівництві магістральних трубопроводів системи оптимального проектування організації робіт | Кіндрат Степан Васильович                | начальник Головного управління по будівництву підприємств нафтової і газової промисловості в Українській РСР Міністерства будівництва підприємств нафтової і газової промисловості                                                                          |
| Розробка та впровадження на будівництві магістральних трубопроводів системи оптимального проектування організації робіт | Березін Всеволод Леонідович              | доктор технічних наук, завідувач кафедри Московського інституту нафтохімічної та газової промисловості імені І. М. Губкіна |
| Розробка та впровадження на будівництві магістральних трубопроводів системи оптимального проектування організації робіт | Панін Віктор Михайлович                  | кандидат фізико-математичних наук, старший науковий співробітник Інституту кібернетики імені В. М. Глушкова Академії наук УРСР |
| Розробка та впровадження на будівництві магістральних трубопроводів системи оптимального проектування організації робіт | Данилін Юрій Михайлович                  | доктор фізико-математичних наук, старший науковий співробітник Інституту кібернетики імені В. М. Глушкова Академії наук УРСР |
| Цикл робіт у галузі міцності енергетичних машин та впровадження їх у практику турбобудування | Бурлаков Анатолій Васильович (посмертно) | доктор технічних наук |
| Цикл робіт у галузі міцності енергетичних машин та впровадження їх у практику турбобудування | Філіпов Анатолій Петрович (посмертно)    | академік Академії наук УРСР |
| Цикл робіт у галузі міцності енергетичних машин та впровадження їх у практику турбобудування | Рижков Віктор Кузьмич                    | головний інженер виробничого об'єднання турбобудування «Ленінградський металічний завод» |
| Цикл робіт у галузі міцності енергетичних машин та впровадження їх у практику турбобудування | Угольніков Віктор Васильович             | головний інженер виробничого об'єднання атомного турбобудування «Харківський турбінний завод імені С. М. Кірова» |
| Цикл робіт у галузі міцності енергетичних машин та впровадження їх у практику турбобудування | Зарубін Леонід Олександрович             | заступник головного конструктора виробничого об'єднання атомного турбобудування «Харківський турбінний завод імені С. М. Кірова» |
| Цикл робіт у галузі міцності енергетичних машин та впровадження їх у практику турбобудування | Голоскоков Євген Григорович              | доктор технічних наук, завідувач кафедри Харківського політехнічного інститут імені В. В. Леніна |
| Цикл робіт у галузі міцності енергетичних машин та впровадження їх у практику турбобудування | Богомолов Сергій Іванович                | доктор технічних наук, завідувач кафедри Харківського політехнічного інститут імені В. В. Леніна |
| Цикл робіт у галузі міцності енергетичних машин та впровадження їх у практику турбобудування | Кантор Борис Якович                      | доктор технічних наук, завідувач відділу Інституту проблем машинобудування Академії наук УРСР |
| Цикл робіт у галузі міцності енергетичних машин та впровадження їх у практику турбобудування | Воробйов Юрій Сергійович                 | доктор технічних наук, завідувач відділу Інституту проблем машинобудування Академії наук УРСР |
| Цикл робіт у галузі міцності енергетичних машин та впровадження їх у практику турбобудування | Підгорний Анатолій Миколайович           | член-кореспондент Академії наук УРСР, директор Інституту проблем машинобудування Академії наук УРСР |
| Робота «Дослідження механізмів старіння фізіологічних систем організму як передумови розвитку патології нервової, серцево-судинної і опорно-рухової систем, розробка та впровадження нових методів діагностики і лікування» | Нікітін Володимир Миколайович            | академік Академії наук УРСР, завідувач кафедри Харківського державного університету імені О. М. Горького |
| Робота «Дослідження механізмів старіння фізіологічних систем організму як передумови розвитку патології нервової, серцево-судинної і опорно-рухової систем, розробка та впровадження нових методів діагностики і лікування» | Войтенко Володимир Платонович            | доктор медичних наук, завідувач лабораторії Інституту геронтології Академії медичних наук СРСР |
| Робота «Дослідження механізмів старіння фізіологічних систем організму як передумови розвитку патології нервової, серцево-судинної і опорно-рухової систем, розробка та впровадження нових методів діагностики і лікування» | Западнюк Віталій Гнатович                | доктор медичних наук, завідувач лабораторії Інституту геронтології Академії медичних наук СРСР |
| Робота «Дослідження механізмів старіння фізіологічних систем організму як передумови розвитку патології нервової, серцево-судинної і опорно-рухової систем, розробка та впровадження нових методів діагностики і лікування» | Фролькіс Володимир Веніамінович          | член-кореспондент Академії наук УРСР, доктор медичних наук, завідувач лабораторії Інституту геронтології Академії медичних наук СРСР |
| Робота «Дослідження механізмів старіння фізіологічних систем організму як передумови розвитку патології нервової, серцево-судинної і опорно-рухової систем, розробка та впровадження нових методів діагностики і лікування» | Подрушняк Євген Павлович                 | доктор медичних наук, завідувач відділення Інституту геронтології Академії медичних наук СРСР |
| Робота «Дослідження механізмів старіння фізіологічних систем організму як передумови розвитку патології нервової, серцево-судинної і опорно-рухової систем, розробка та впровадження нових методів діагностики і лікування» | Коркушко Олег Васильович                 | доктор медичних наук, завідувач відділення Інституту геронтології Академії медичних наук СРСР |
| Робота «Дослідження механізмів старіння фізіологічних систем організму як передумови розвитку патології нервової, серцево-судинної і опорно-рухової систем, розробка та впровадження нових методів діагностики і лікування» | Маньковський Микита Борисович            | доктор медичних наук, завідувач відділення Інституту геронтології Академії медичних наук СРСР |
| Робота «Дослідження механізмів старіння фізіологічних систем організму як передумови розвитку патології нервової, серцево-судинної і опорно-рухової систем, розробка та впровадження нових методів діагностики і лікування» | Токар Анатолій Володимирович             | доктор медичних наук, заступник директора Інституту геронтології Академії медичних наук СРСР |
| Робота «Дослідження механізмів старіння фізіологічних систем організму як передумови розвитку патології нервової, серцево-судинної і опорно-рухової систем, розробка та впровадження нових методів діагностики і лікування» | Горєв Микола Миколайович                 | академік Академії медичних наук СРСР, науковий консультант Інституту геронтології Академії медичних наук СРСР |
| Робота «Дослідження механізмів старіння фізіологічних систем організму як передумови розвитку патології нервової, серцево-судинної і опорно-рухової систем, розробка та впровадження нових методів діагностики і лікування» | Чеботарьов Дмитро Федорович              | Академік Академії медичних наук СРСР, директор Інституту геронтології Академії медичних СРСР |
| Створення та впровадження у виробництво полтавського заводського типу м'ясних свиней | Іващук Іван Степанович                   | кандидат сільськогосподарських наук, завідувач відділу Чернівецької державної сільськогосподарської дослідної станції |
| Створення та впровадження у виробництво полтавського заводського типу м'ясних свиней | Бондаренко Марія Артемівна               | робітниця дослідного господарства Полтавського науково-дослідного інституту свинарства |
| Створення та впровадження у виробництво полтавського заводського типу м'ясних свиней | Циганчук Юлій Семенович                  | кандидат сільськогосподарських наук, старший науковий співробітник Полтавського науково-дослідного інституту свинарства |
| Створення та впровадження у виробництво полтавського заводського типу м'ясних свиней | Середа Ніна Миколаївна                   | кандидат сільськогосподарських наук, старший науковий співробітник Полтавського науково-дослідного інституту свинарства |
| Створення та впровадження у виробництво полтавського заводського типу м'ясних свиней | Рибалко Валентин Павлович                | кандидат сільськогосподарських наук, заступник директора Полтавського науково-дослідного інституту свинарства |
| Створення та впровадження у виробництво полтавського заводського типу м'ясних свиней | Почерняєв Федір Кузьмич                  | член-кореспондент ВАСГНІЛ, директор Полтавського науково-дослідного інституту свинарства |
| Створення та впровадження у виробництво полтавського заводського типу м'ясних свиней | Баньковський Броніслав Володимирович     | доктор сільськогосподарських наук, завідувач лабораторії Полтавського науково-дослідного інституту свинарства |
| Дослідження з хімії, кристалохімії та фізики силіцидів і германідів рідкісноземельних та перехідних металів, розробку на їх основі нових матеріалів електронної техніки                                                     | Гладишевський Євген Іванович             | доктор хімічних наук, проректор Львівського державного університету імені Івана Франка |
| Дослідження з хімії, кристалохімії та фізики силіцидів і германідів рідкісноземельних та перехідних металів, розробку на їх основі нових матеріалів електронної техніки                                                     | Бодак Оксана Іванівна                    | кандидат технічних наук, доцент Львівського державного університету імені Івана Франка |
| Дослідження з хімії, кристалохімії та фізики силіцидів і германідів рідкісноземельних та перехідних металів, розробку на їх основі нових матеріалів електронної техніки                                                     | Луців Роман Васильович                   | кандидат фізико-математичних наук, доцент Львівського державного університету імені Івана Франка |
| Дослідження з хімії, кристалохімії та фізики силіцидів і германідів рідкісноземельних та перехідних металів, розробку на їх основі нових матеріалів електронної техніки                                                     | Левін Євген Михайлович                   | кандидат фізико-математичних наук, старший науковий співробітник Львівського державного університету імені Івана Франка |
| Дослідження з хімії, кристалохімії та фізики силіцидів і германідів рідкісноземельних та перехідних металів, розробку на їх основі нових матеріалів електронної техніки                                                     | Косолапова Тетяна Яківна                 | доктор хімічних наук, завідувачка відділу Інституту проблем матеріалознавства Академії наук УРСР |
| Дослідження з хімії, кристалохімії та фізики силіцидів і германідів рідкісноземельних та перехідних металів, розробку на їх основі нових матеріалів електронної техніки                                                     | Дворіна Людмила Андріївна                | кандидат технічних наук, старший науковий співробітник Інституту проблем матеріалознавства Академії наук УРСР |
| Дослідження з хімії, кристалохімії та фізики силіцидів і германідів рідкісноземельних та перехідних металів, розробку на їх основі нових матеріалів електронної техніки                                                     | Кудь Ірина Володимирівна                 | молодший науковий співробітник Інституту проблем матеріалознавства Академії наук УРСР |
| Дослідження з хімії, кристалохімії та фізики силіцидів і германідів рідкісноземельних та перехідних металів, розробку на їх основі нових матеріалів електронної техніки                                                     | Мінєєв Олексій Семенович                 | кандидат технічних наук, начальник сектора підприємства п/с В-8525 |
| Дослідження з хімії, кристалохімії та фізики силіцидів і германідів рідкісноземельних та перехідних металів, розробку на їх основі нових матеріалів електронної техніки                                                     | Козлов Валерій Фролович                  | головний інженер підприємства п/с В-2119 |
| Дослідження з хімії, кристалохімії та фізики силіцидів і германідів рідкісноземельних та перехідних металів, розробку на їх основі нових матеріалів електронної техніки                                                     | Кузькін Аркадій Петрович                 | начальник відділу підприємства п/с В-2119 |
| Підручник для вищих навчальних закладів «Советское гражданское право» /1 та 11 частини/, опублікований у 1983 році (2-ге видання)                                                                                           | Маслов Василь Пилипович                  | доктор юридичних наук, ректор Харківського юридичного інституту імені Ф. Е. Дзержинського |
| Підручник для вищих навчальних закладів «Советское гражданское право» /1 та 11 частини/, опублікований у 1983 році (2-ге видання)                                                                                           | Пушкін Олександр Анатолійович            | доктор юридичних наук, завідувач кафедри Харківського юридичного інституту імені Ф. Е. Дзержинського |
| Підручник для вищих навчальних закладів «Советское гражданское право» /1 та 11 частини/, опублікований у 1983 році (2-ге видання)                                                                                           | Попов Василь Костянтинович               | кандидат юридичних наук, завідувач кафедри Харківського юридичного інституту імені Ф. Е. Дзержинського |
| Підручник для вищих навчальних закладів «Советское гражданское право» /1 та 11 частини/, опублікований у 1983 році (2-ге видання)                                                                                           | Бару Мирон Йосипович                     | доктор юридичних наук, професор Харківського юридичного інституту імені Ф. Е. Дзержинського |
| Підручник для вищих навчальних закладів «Советское гражданское право» /1 та 11 частини/, опублікований у 1983 році (2-ге видання)                                                                                           | Азімов Чингізхан Нуфатович               | доктор юридичних наук, доцент Харківського юридичного інституту імені Ф. Е. Дзержинського |
| Підручник для вищих навчальних закладів «Советское гражданское право» /1 та 11 частини/, опублікований у 1983 році (2-ге видання)                                                                                           | Швецов Дмитро Феофанович                 | кандидат юридичних наук, доцент Харківського юридичного інституту імені Ф. Е. Дзержинського |
| Підручник для вищих навчальних закладів «Советское гражданское право» /1 та 11 частини/, опублікований у 1983 році (2-ге видання)                                                                                           | Зіоменко Юрій Іванович                   | кандидат юридичних наук, доцент Харківського юридичного інституту імені Ф. Е. Дзержинського |
| Підручник для вищих навчальних закладів «Советское гражданское право» /1 та 11 частини/, опублікований у 1983 році (2-ге видання)                                                                                           | Шелестов Володимир Степанович            | доктор юридичних наук, професор, зав. кафедрою сільськогосподарського права, Харківський юридичний інститут імені Ф. Е. Дзержинського |
| Підручники для 2 і 3 класів загальноосвітньої школи «Природознавство», опубліковані у 1983 році | Нарочна Лідія Кирилівна                  | кандидат педагогічних наук, завідувачка кафедри Глухівського державного педагогічного інституту імені С. М. Сергєєва-Ценського |
| Підручники для 2 і 3 класів загальноосвітньої школи «Природознавство», опубліковані у 1983 році | Онищук Василь Онисимович                 | кандидат педагогічних наук, колишній завідувач відділом Науково-дослідного інституту педагогіки УРСР |
| Підручники для 2 і 3 класів загальноосвітньої школи «Природознавство», опубліковані у 1983 році | Низова Алла Михайлівна (посмертно)       | кандидат педагогічних наук |